# (100661) 1997 WZ26
(100661) 1997 WZ26 es un asteroide perteneciente al cinturón de asteroides descubierto el 28 de noviembre de 1997 por el equipo del Spacewatch desde el Observatorio Nacional de Kitt Peak, Arizona, Estados Unidos.

## Designación y nombre
Designado provisionalmente como 1997 WZ26.

## Características orbitales
1997 WZ26 está situado a una distancia media del Sol de 2,645 ua, pudiendo alejarse hasta 3,243 ua y acercarse hasta 2,048 ua. Su excentricidad es 0,225 y la inclinación orbital 7,219 grados. Emplea 1572,03 días en completar una órbita alrededor del Sol.

## Características físicas
La magnitud absoluta de 1997 WZ26 es 16,2. 